# Trần Ngọc Hà
Trần Ngọc Hà (sinh năm 1968) là một tướng lĩnh lực lượng Công an nhân dân Việt Nam, cấp bậc hàm Trung tướng. Ông hiện giữ chức vụ Ủy viên Đảng ủy Công an Trung ương, Cục trưởng Cục Cảnh sát hình sự, Bộ Công an kiêm Phó Thủ trưởng Cơ quan Cảnh sát Điều tra, Bộ Công an.

## Thân thế
Trần Ngọc Hà sinh năm 1968, quê quán tại thôn Xà Cầu, xã Quảng Phú Cầu, huyện Ứng Hòa, thành phố Hà Nội.

## Sự nghiệp
Ông từng giữ các chức vụ: Đội trưởng Đội Điều tra trọng án Phòng Cảnh sát Hình sự (PC45) thuộc Công an thành phố Hà Nội, Phó Trưởng phòng Cảnh sát Hình sự, Công an thành phố Hà Nội. Sau đó, Trần Ngọc Hà chuyển sang làm Thư ký cho lãnh đạo Bộ Công an Việt Nam.
Ngày 15 tháng 6 năm 2018, Đại tá Trần Ngọc Hà, Thư ký lãnh đạo Bộ Công an được Trung tướng, Phó Thủ trưởng thường trực Cơ quan Cảnh sát điều tra kiêm Chánh Văn phòng Cơ quan Cảnh sát điều tra Trần Văn Vệ trao quyết định của Bộ trưởng Bộ Công an Tô Lâm bổ nhiệm giữ chức vụ Cục trưởng Cục Cảnh sát hình sự, Bộ Công an.
Ngày 10 tháng 8 năm 2018, Bộ trưởng Bộ Công an Việt Nam Tô Lâm đã kí quyết định bổ nhiệm ông giữ chức danh Phó Thủ trưởng Cơ quan Cảnh sát điều tra, Bộ Công an.